# غوشناطية سميكة الأوراق
غوشناطية سميكة الأوراق (الاسم العلمي:Gochnatia crassifolia) هي نوع من النباتات تتبع جنس الغوشناطية من الفصيلة النجمية.